# Marsch der Unzufriedenen

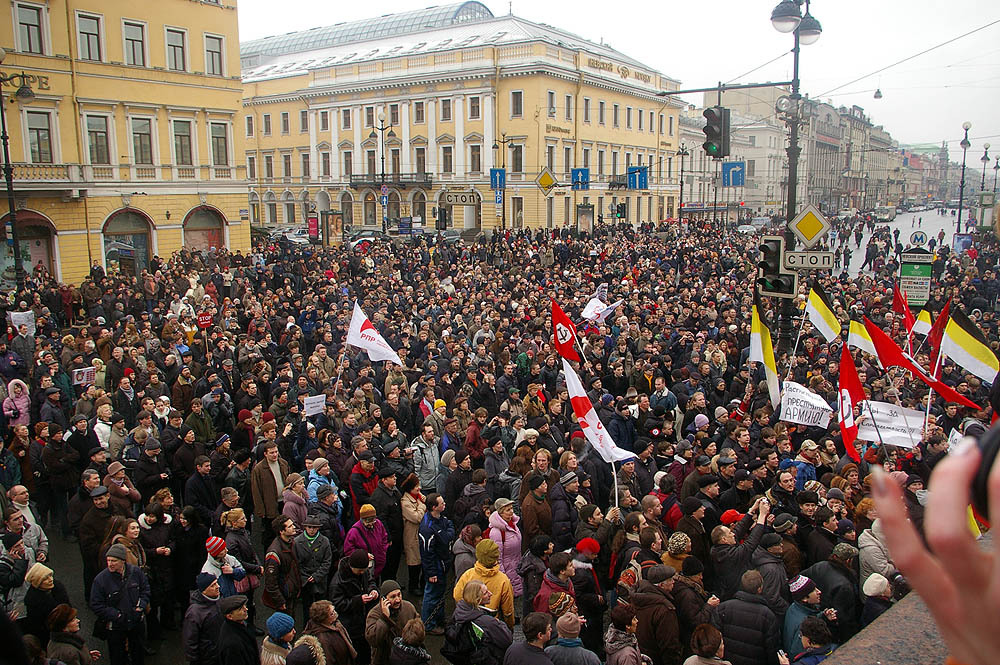
„Marsch der Unzufriedenen“ am 3. März 2007 in St. Petersburg

Der Marsch der Unzufriedenen (russisch Марш несогласных, wörtlich Marsch der Nichteinverstandenen) ist der Name einer Reihe von Demonstrationen, die von russischen Oppositionskräften zwischen 2005 und 2007 veranstaltet wurden. Zu den Organisatoren gehören sehr heterogene politische Gruppen, deren Spektrum von liberalen prowestlichen Kräften bis hin zu rechts- und linksradikalen Gruppierungen reicht.

## Chronologie

### 2005
Eine erste Demonstration unter dem Namen Marsch der Unzufriedenen fand am 30. Oktober 2005 auf dem Moskauer Platz vor der Lubjanka anlässlich des Gedenktages für die Opfer politischer Verfolgung statt. Aufgerufen hatte zu der Kundgebung unter anderem die im selben Jahr gegründete Vereinigte Bürgerfront des ehemaligen Schachweltmeisters Garri Kasparow. Mehrere russische Oppositionsvereinigungen, wie etwa die Demokratische Union von Walerija Nowodworskaja lehnten eine Teilnahme ab, weil zu den Veranstaltern auch die umstrittene Nationalbolschewistische Partei Russlands gehörte. An der Veranstaltung beteiligten sich 300 bis 400 Personen.
Im Dezember des gleichen Jahres organisierte die Vereinigte Bürgerfront zusammen mit anderen oppositionellen Organisationen Märsche der Unzufriedenen in 20 russischen Städten.
Die Teilnehmerzahlen lagen in den meisten Fällen bei nur einigen Dutzend.

### 2006
Am 1. Dezember 2006 erklärte das Oppositionsbündnis Das andere Russland, zu dem auch die Vereinigte Bürgerfront gehört, dass es am 16. Dezember 2006 in der Moskauer Innenstadt eine Demonstration namens „Marsch der Unzufriedenen“ mit bis zu 5000 Teilnehmern veranstalten wolle. In der entsprechenden Pressemitteilung hieß es:
„Der Hauptzweck des Marsches ist der Protest gegen die Beschneidung der bürgerlichen und sozialen Rechte und Freiheiten sowie gegen die Zerstörung der Grundlagen der verfassungsmäßigen Ordnung Russlands durch die heutigen Machthaber“.
Zu Veranstaltern der Demonstration gehörten folgende, im Bündnis Das andere Russland organisierte, Vereinigungen:
- der Volksdemokratische Bund von Michail Kassjanow
- die Vereinigte Bürgerfront von Garri Kasparow
- die Republikanische Partei Russlands des Duma-Abgeordneten Wladimir Ryschkow
- die Nationalbolschewistische Partei Russlands des Schriftstellers Eduard Limonow
- die Partei Trudowaja Rossija von Wiktor Anpilow.

Außerdem schlossen sich den Veranstaltern die radikalkommunistische Avantgarde der roten Jugend sowie die Organisationen Oborona und Smena an.
Die liberalen Parteien Union der rechten Kräfte und Jabloko lehnten eine Beteiligung an der Demonstration ab.
Die Demonstration sollte ursprünglich auf dem Triumfalnaja-Platz beginnen und auf der Twerskaja-Straße Richtung Stadtkern führen. Die Stadtverwaltung verbot jedoch den Umzug und gestattete lediglich eine Kundgebung auf dem Teatralnaja-Platz. Die Organisatoren protestierten gegen diese Einschränkung und kündigten an, dass sie sich über das Marschierverbot hinwegsetzen würden, woraufhin ihnen Moskauer Behördenvertreter vorwarfen zu Unruhen aufzurufen. Am 12. Dezember wurde das Büro von Garri Kasparows Vereinigter Bürgerfront durchsucht. Das Innenministerium begründete dies mit dem Verdacht, dass es auf der Demonstration zu „extremistischen Aufrufen“ seitens nationalbolschewistischer oder kommunistischer Gruppen kommen könnte. Garri Kasparow sprach hingegen von einem Einschüchterungsversuch der Behörden.
Zur Demonstration kamen nach offiziellen Angaben 2000, nach Presseberichten bis zu 4000 Menschen. Die Veranstaltung wurde durch 8000 Einsatzkräfte von Polizei und OMON überwacht. Die Kundgebung selbst verlief ohne größere Zwischenfälle. Erst als Garri Kasparow die Teilnehmer aufrief, als Demonstrationszug zur U-Bahn-Station „Belarussischer Bahnhof“ zu laufen, schritten die Ordnungshüter ein. Nach offiziellen Angaben gab es etwa 70 Festnahmen.

### 2007

#### Marsch in Sankt Petersburg am 3. März 2007
Am 1. Februar 2007 kündigte das Oppositionsbündnis Das andere Russland an, am 3. März einen Marsch der Unzufriedenen in Sankt Petersburg durchführen zu wollen. Die Organisatoren meldeten eine Demonstration von etwa 2000 Menschen an, die vom Ligowski Prospekt über den Suworowski Prospekt zum Smolny führen sollte. Die Stadtverwaltung untersagte jedoch einen Umzug in der Innenstadt, bot aber als Alternative eine Kundgebung vor dem Finnischen Bahnhof an. Begründet wurde das Verbot des Umzuges damit, dass dieser eine zu große Behinderung des Straßenverkehrs bedeuten würde. Die Organisatoren des Marsches ließen sich auf das Alternativangebot der Stadtverwaltung nicht ein und kündigten an, ungeachtet des Verbotes auf der ursprünglich geplanten Strecke marschieren zu wollen. Neben Das andere Russland rief auch die Petersburger Sektion der Partei Jabloko zur Teilnahme am Marsch auf. Am angekündigten Tag der Demonstration versammelten sich am ursprünglichen vorgesehenen Ausgangspunkt mehrere hundert Personen. Sie durchbrachen die Absperrungen der dort vorsorglich stationierten Polizei und zogen entgegen der angekündigten Marschrichtung den Newski-Prospekt hinauf. Dort wuchs der Demonstrationszug durch hinzuströmende Menschen an. Nach einigen hundert Metern wurde die Demonstration von OMON-Einheiten gestoppt und gewaltsam aufgelöst. 113 Menschen wurden nach offiziellen Angaben festgenommen, darunter der Schriftsteller Eduard Limonow und der Abgeordnete des Stadtparlaments Sergei Guljajew, der zu den Hauptorganisatoren des Marsches gehört hatte. Insgesamt lag die Anzahl der Demonstrationsteilnehmer nach Angaben von Interfax bei 2000 bis 3000 Personen, nach Angaben der Zeitung Kommersant bei mindestens 5000 Personen.

#### Marsch in Nischni Nowgorod am 24. März 2007
Ein für den 24. März geplanter Marsch der Unzufriedenen in Nischni Nowgorod verlief nach ähnlichem Muster wie der vorausgegangene Marsch in Petersburg. Die dortige Regionalorganisation von Das andere Russland meldete eine Demonstration an, die durch das Zentrum von Nischni Nowgorod führen sollte. Die voraussichtliche Teilnehmerzahl wurde mit 900 Menschen angegeben. Die Stadtverwaltung verbot einen Marsch in der Innenstadt und bot als Alternative eine Demonstration außerhalb des Stadtzentrums auf dem Leninplatz an. Als Begründung wurde unter anderem angegeben, dass am selben Tag im Stadtzentrum ein Kinderfest namens „Stadt der Meister“ stattfinden solle. Wie bei den vorhergehenden Märschen kündigten die Organisatoren des Marsches an, ungeachtet des Verbotes auf der ursprünglich geplanten Route marschieren zu wollen.
Im Vorfeld des verbotenen Marsches wurden mehrere der Organisatoren festgenommen und 60.000 Exemplare einer Agitationsbroschüre der Vereinigten Bürgerfront beschlagnahmt. Am 24. März, dem ursprünglich geplanten Tag der Demonstration, wurde das Stadtzentrum von einem Großaufgebot von 20.000 Polizisten gesichert. Vereinzelte Gruppen von einigen dutzend Demonstranten, die sich über das Demonstrationsverbot hinwegsetzten, wurden umgehend festgenommen. Außer den Demonstrationsteilnehmern wurden auch mehrere Journalisten verhaftet. Nach offiziellen Angaben lag die Zahl der Festgenommenen bei 30 Personen.

#### Marsch in Moskau am 14. April 2007
Der von Das andere Russland für den 14. April in Moskau geplante Marsch der Unzufriedenen sollte nach Willen der Organisatoren vom Puschkin-Platz über die Twerskaja-Straße zum Platz der Revolution führen. Die Moskauer Obrigkeit untersagte den Umzug jedoch mit der Begründung, dass auf dem Puschkin-Platz bereits eine Veranstaltung der Molodaja Gwardija, der Jugendorganisation der Partei Einiges Russland geplant sei. Stattdessen wurde Das andere Russland angeboten, eine reine Kundgebung auf dem Turgenjew-Platz durchzuführen. Die Organisatoren bestanden jedoch darauf, einen Marsch durchzuführen und riefen ihre Anhänger dazu auf, sich auf dem Puschkin-Platz zu versammeln und von dort aus zum Turgenjew-Platz zu ziehen. Am Tag des angekündigten Marsches wurde die Gegend um den Puschkinplatz von einem Großaufgebot von Polizei und der Sondereinheit OMON bewacht. Versuche der Demonstranten Kolonnen zu bilden wurde von den Sicherheitskräften mit großer Härte unterbunden. Kurze Zeit gelang es den Demonstranten einen Kolonne mit etwa 800 Teilnehmern zu bilden. Zur genehmigten Kundgebung auf dem Turgenjew-Platz versammelten sich schließlich etwa 1500 Menschen, zu den Rednern gehörten unter anderem der Satiriker Wiktor Schenderowitsch und der russische Ex-Premier Michail Kassjanow.
Insgesamt nahmen an den Protesten nach Angaben der Zeitung Kommersant etwa 3000 Menschen teil. 500 wurden festgenommen, darunter Oppositionsführer Garri Kasparow.
Auf den Moskauer Sperlingsbergen fand am gleichen Tag eine Gegenveranstaltung zum „Marsch der Unzufriedenen“ statt, die den Namen „Marsch der Zufriedenen“ trug (russisch Марш согласных, wörtlich „Marsch der Einverstandenen“). Als Organisator der Veranstaltung trat die Jugendorganisation der Partei Einiges Russland, Molodaja Gwardija  auf.

#### Marsch in Sankt Petersburg am 15. April 2007
Die Organisatoren des zweiten Marsches in Petersburg, die Vereinigte Bürgerfront und der Petersburger Regionalverband von Jabloko, meldeten für den 15. April eine Demonstration an, die vom Pionierplatz zum Smolny führen sollte. Die Stadtverwaltung verbot jedoch wie bei den vorausgegangenen Demonstrationen einen Umzug durch die Innenstadt und gestattete lediglich eine Kundgebung auf dem Pionierplatz.
Die Kundgebung selbst, an der sich etwa 2000 Menschen beteiligten, verlief ohne Zwischenfälle. Als sich jedoch nach dem Ende der Veranstaltung etwa 200 Personen vor einer geschlossenen Metrostation sammelten gingen OMON-Einheiten gewaltsam gegen die Anwesenden vor, da sie nach Meinung der Ordnungshüter eine nichtgenehmigte Versammlung abhielten. Nach Angaben der Petersburger Behörden kam es zu 120 Festnahmen.